# Војислав Новичић
Војислав Ј. Новичић (Ивањица, 1886 - Бизерта, 1917) био је пилот Краљевине Србије. Припадао је првој групи од шест пилота који су се школовали у Француској 1912. године.

## Биографија
Војислав Ј. Новичић је завршио Артиљеријску подофицирску школу у Крагујевцу 1906. године и као поднаредник службовао у градској артиљерији у Нишу. Завршио је Фарманову пилотски школу у Етампу Француска 1912. године и добио диплому пилота ФАИ бр. 1047. Као пилот је учествовао у Првом светском рату. Разболео се на Солунском фронту, пребачен је у Бизерту на лечење али је преминуо 9. марта 1917. године не дочекавши пробој Солунског фронта и ослобођење земље. Када је умро, по чину је био поручник.